# Aegilops tauschii
Aegilops tauschii — вид квіткових рослин із родини злакових (Poaceae).

## Біоморфологічна характеристика
Однорічна рослина, росте пучками. Стеблини 20–40(60) см заввишки, прямовисні чи колінчасто висхідні. Листові піхви голі, але краї війчасті; язичок 0.5–1 мм, плівчастий; листкові пластини 4–17 см × 2–6 мм, шорсткуваті, адаксіальна (верх) поверхня ворсиста. Колос циліндричний, завдовжки 5–10 см (без остюків), з (5)7–10(13) колосочками; вісь помітно звивиста. Колосочки циліндричні, 6–9 мм, з 3–5 плідними квіточками зі зменшеними квіточками на верхівці. Базальних стерильних колосочків 0–2; стерильні колоски якщо є, то рудиментарні. Колоскові луски 4–7.5 мм, шкірясті, 7–9(10)-жилкові, безостюкові, верхівка зрізана або злегка зубчаста. Лема ланцетна, 5-жилка; перша лема ≈ 7 мм; тонкий остюк 1–4 см. Палея 2-жилкова, рівна лемі. Зернівка волосиста на верхівці. 2n = 14. Період цвітіння й плодоношення: травень — липень.

## Середовище проживання
Зростає у Євразії від Причорномор'я до Китаю (Україна [Крим], пд.-євр. Росія, Вірменія, Азербайджан, Грузія, Афганістан, Іран, Ірак, Сирія, сх. Туреччина, пд. Казахстан, Киргизстан, Таджикистан, Туркменістан, Узбекистан, Індія [Джамму і Кашмір], Пакистан, Китай); інтродукований до США.
Населяє сухі луки, перелоги, степи та помірно порушені ділянки, такі як пустки, узбіччя доріг та околиці та в межах культур, наприклад, ячменю, хлібної пшениці та фруктових дерев; він також зустрічається в лісистих місцевостях та узліссях, деградованих хвойних лісах, кипарисниках і на кам'янистих схилах. Росте переважно на суглинках, супіщаниках, суглинках чи піщано-глинистих ґрунтах і на базальтових породах і є посухостійким видом, росте в районах з річною кількістю опадів 150–350 мм. Висотний діапазон проживання від 0 до 2700 метрів.

## Використання
Потенційний донор генів пшениці з відомим потенціалом надавати стійкість до хвороб і шкідників.

## Синоніми
Синоніми: Patropyrum tauschii (Coss.) Á.Löve, Triticum aegilops P.Beauv. ex Roem. & Schult., Triticum tauschii (Coss.) Schmalh.